# Kjell Eriksson
Kjell Eriksson (Uppsala, 1953) è uno scrittore, politico e sindacalista svedese.

## Biografia
Eriksson ha svolto lavori manuali e, dagli anni settanta, è stato giardiniere. È stato impegnato in movimenti politici e sindacali di estrema sinistra (SKP - Sveriges kommunistiska parti; LO - Sindacato dei lavoratori e braccianti agricoli); al 1981 risalgono i primi articoli sul mondo del lavoro e sulla condizione dei lavoratori in agricoltura. Il suo primo romanzo è stato pubblicato nel 1993 (Knäppgöken), mentre l'attività di giallista è iniziata con la creazione della serie poliziesca di Ann Lindell (1999).
L'Accademia svedese del romanzo poliziesco (Svenska Deckarakademin) gli ha conferito il premio del miglior giallo d'esordio (1999) per Il giardino di pietra e, nel 2002, il Premio svedese per la letteratura gialla (Bästa svenska kriminalroman) per La principessa del Burundi.

## Opere

### Romanzi gialli
- Den upplysta stigen  (1999)
- Jorden må rämna (2000)
- Il giardino di pietra, Marsilio, 2009 (Stenkistan, 2001) traduzione di Giorgio Puleo ISBN 978-88-31717755
- La principessa del Burundi, Marsilio, 2012 (Prinsessan av Burundi, 2002) traduzione di Alessandro Bassini ISBN 978-88-31712262
- Nattskärran (2003)
- Nattens grymma stjärnor (2004)
- Mannen från bergen (2004)
- Den hand som skälver (2007)
- Svarta lögner, rött blod (2008)
- Öppen grav (2009)

### Altri scritti
- Knäppgöken (1993)
- Frihetsgrisen (1995)
- Efter statarna-en ny tid (1995)